# 사랑의 동반자
《사랑의 동반자》(영어: Heart and Souls)는 미국에서 제작된 론 언더우드 감독의 1993년 판타지 코미디 드라마 영화이다. 로버트 다우니 주니어, 키라 세지윅, 찰스 그로딘, 앨프리 우더드, 톰 사이즈모어, 엘리자베스 슈 등이 출연하였고, 낸시 로버츠 등이 제작에 참여하였다.

## 줄거리
1959년 샌프란시스코. 세 아이를 집에 두고 밤 근무를 한 한부모 페니,  무대 공포증으로 중요한 오디션을 포기한 가수 지망생 해리슨, 청혼을 거절했던 걸 후회하고 남자친구를 찾아나선 줄리아, 어린 소년을 속여 희귀 우표책을 뜯어낸 것에 죄책감을 느끼는 좀도둑 마일로가 야간 트롤리버스를 타고 가던 중 운전 기사 핼이 부주의한 운전을 하는 바람에 버스가 고가도로에서 추락하면서 승객 전원이 사망한다.
임신한 아내 이바를 싣고 병원으로 향하던 프랭크는 사고 직전 버스를 피하고, 이바는 차 안에서 아기를 출산한다. 핼은 바로 천국으로 이동하지만 네 승객은 불가해하게 아기 토머스에게 이끌리고, 늘상 그의 주변을 따라다니게 된다. 이들 네 승객의 영혼을 보거나 들을 수 있는 건 토머스뿐이다. 보이지 않는 친구들을 둔 토머스는 정신 병원에 보내지고 이 문제로 늘상 다투던 부모님은 이혼에 이른다. 자신들의 존재가 토머스에게 끼친 악영향을 깨달은 영혼들은 토머스 앞에서 자취를 감춘다. 갑자기 친구들에게서 버려진 토머스는 충격을 받아 이후 또 버려질 것을 두려워하며 가까운 관계를 맺는 것을 회피한다.
34년 뒤 네 영혼을 천국으로 데려가기 위해 핼이 트롤리버스를 끌고 다시 나타난다. 네 영혼은 자신들이 생전 마무리짓지 못한 삶의 과제를 바로 잡지 못했기 때문에 지상에서 떠나지 못하고 있었다는 걸 깨닫는다. 페니는 아이들의 안부를 확인해야하고, 해리슨은 사람들 앞에서 노래를 부르는 꿈을 이뤄야하고, 줄리아는 남자친구에게 진심을 전달해야하며, 마일로는 우표 수집책을 원래 주인에게 돌려줘야한다.  
자신들이 들어가 움직일 몸이 필요해진 이들은 토머스에게 도움을 청하기 위해 다시 토머스 앞에 모습을 드러낸다. 무자비한 담보권 행사 전문 은행가가 된 어른 토머스는 정신 치료를 통해 어릴 적 함께 지낸 네 영혼이 상상 속 친구에 불과했다고 믿고 있는 상태이다. 네 영혼이 다시 보이고 들리게 되자 토머스는 정신증이 재발했다고 판단해 제 발로 정신 병원까지 찾아가지만, 결국 이들이 실재한다는 걸 알게 된다. 처음에 토머스는 이들을 도와주는 걸 거부하지만, 네 영혼의 집요함에 두 손 두 발 들고 협조하기 시작한다.  

## 출연
- 로버트 다우니 주니어 - 토머스 라일리 역
  - 에릭 로이드 - 7살 토머스 라일리 역
- 키라 세지윅 - 줄리아 역
- 찰스 그로딘 - 해리슨 윈즐로 역
- 앨프리 우더드 - 페니 워싱턴 역
- 톰 사이즈모어 - 마일로 펙 역
- 엘리자베스 슈 - 앤 역
- 데이비드 페이머 - 버스 운전 기사 핼 역
- 리처드 포트노 - 맥스 마코 역
- B. B. 킹 - 본인 역
- 커트우드 스미스 - 패터슨 역 (크레디트 미기재)
- 클로이 웹 - 정신 병원 환자 역 (크레디트 미기재)

## 기타 제작진
- 라인 제작: 더크 피터즈먼
- 공동 제작: 에릭 핸슨, 그레고리 핸슨
- 배역: 팸 딕슨
- 미술: 존 무토
- 의상: 장피에르 도를레아크